# Opaska brzegowa

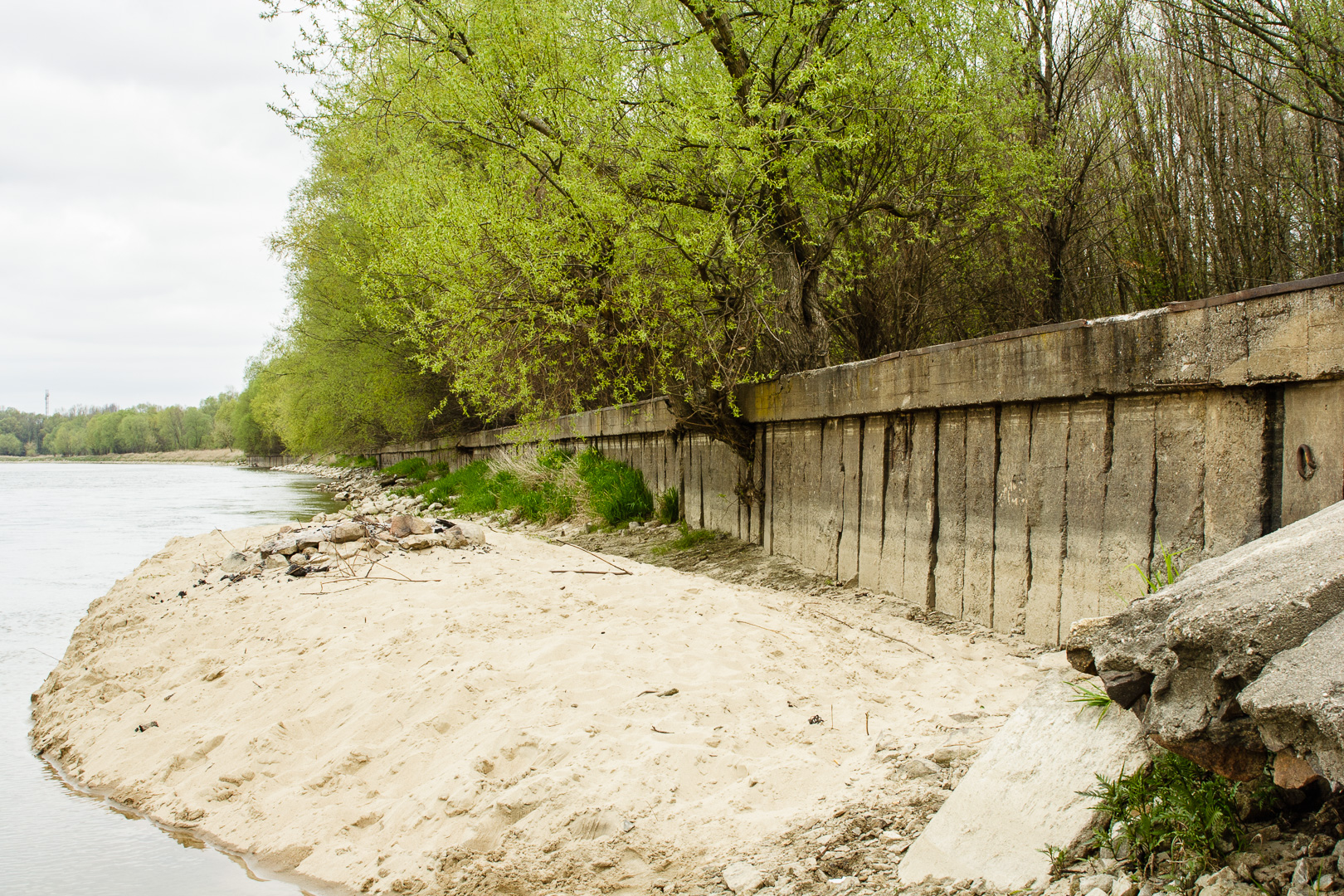
Opaska brzegowa wzdłuż części Kępy Wieloryb nad Wisłą w Warszawie

Opaska brzegowa – rodzaj budowli regulacyjnej, stosowanej w hydrotechnice, której funkcją jest umocnienie i zabezpieczenie przed erozją istniejącego brzegu cieku lub zbiornika wodnego. Opaski brzegowe stosowane są zarówno jako śródlądowe budowle hydrotechniczne jak i jako budowle morskie, służące technicznemu zabezpieczeniu brzegu. Opaska brzegowa jest konstrukcją budowlaną, która jednym bokiem przylega do akwenu (wody), a przeciwległym bokiem do istniejącego brzegu. Musi więc zostać w ten sposób zaprojektowana i wykonana, aby nie podlegała niszczącemu działaniu wody i aby zapewniona była jej stateczność, przy uwzględnieniu erozji dennej jaka może występować, szczególnie na ciekach wodnych. Opaska brzegowa jest więc analogiczną konstrukcją jak tama podłużna, ale stosowaną dla istniejącego brzegu, a tama stosowana jest w celu wytworzenia nowej linii brzegowej i jej zabezpieczenia. Inną istotną różnicą jest też to, że tama początkowo z dwóch stron otoczona jest wodą, do czasu zalądowienia przestrzeni wyłączonej, a opaska brzegowa od początku swego istnienia jedną stroną opiera się o przyległy teren. Skutkuje to, mimo pewnych podobieństw, nieco innym sposobem kształtowania i konstruowania stosowaną dla obu typu budowli.
Wykonuje się następujące konstrukcje opasek:
- faszynadowe
- materacowo-faszynadowe
- walcowo-faszynadowe
- materacowo-kamienne
- materacowe.